# 马头古墓
马头古墓，位于中国河北省邯郸市马头镇，为邯郸市邯山区的一个省级文物保护单位，类型为古墓葬，公布时间为1982年7月23日。
马头古墓的历史年代为汉代。